# Обязанные крестьяне
Обязанные крестьяне —  бывшие крепостные крестьяне в России, перешедшие на договорные отношения с помещиками на основании указа 2 (14) апреля 1842 года. Указ явился итогом работы секретного комитета, учрежденного 10 ноября 1839 года для определения условий освобождения крестьян, независимо от указа о вольных хлебопашцах. По соглашению помещиков с крестьянами, утверждавшемуся правительством, крестьяне приобретали личную свободу. За помещиками сохранялось право вотчинной полиции. Земля оставалась в собственности помещика, предоставлявшего крестьянам надел за «соразмерный» оброк или барщину. Ограничения власти помещиков не предусматривалось. Заключение подобных договоров не было обязательным для помещиков. Указ 1842 года существенного значения не имел: из 10 млн. крепостных до 1855 года в обязанные крестьяне было переведено 24708 душ мужского пола.
Автор проекта указа граф П. Д. Киселёв писал, что указ об обязанных крестьянах был «предисловием или вступлением к чему-нибудь лучшему или обширнейшему впоследствии времени» А. И. Герцен в своей обращенной к помещикам прокламации 1853 года «Юрьев день! Юрьев день! Русскому дворянству» писал: «Чего ж вы ждете, в самом деле? Разрешения правительства? Оно дало вам какой-то лукавый и двусмысленный намек в 1842 году. Вы им не воспользовались».